# Rickman Ranger
Der Rickman Ranger ist ein kleiner zweitüriger Geländewagen, der von 1987 bis 1999 als Bausatzauto hergestellt wurde. Das Modell geht auf den britischen Motorradhersteller Rickman zurück, der mit dem Ranger eine Expansion in den Automobilbereich begann. Stilistisch orientierte sich der Ranger an zeitgenössischen Freizeitfahrzeugen von Suzuki, hat im Gegensatz zu ihnen aber keinen Allradantrieb. Rickman bot offene und geschlossene Zweitürer an. Varianten des Ranger waren der Space Ranger und der Rancher. In den 1990er-Jahren wurde das Auto in Russland als Awtokam-Ranger bzw. Awtokam-2160 (russisch Автокам-Рейнджер bzw. Автокам-2160) produziert.

## Entstehungsgeschichte

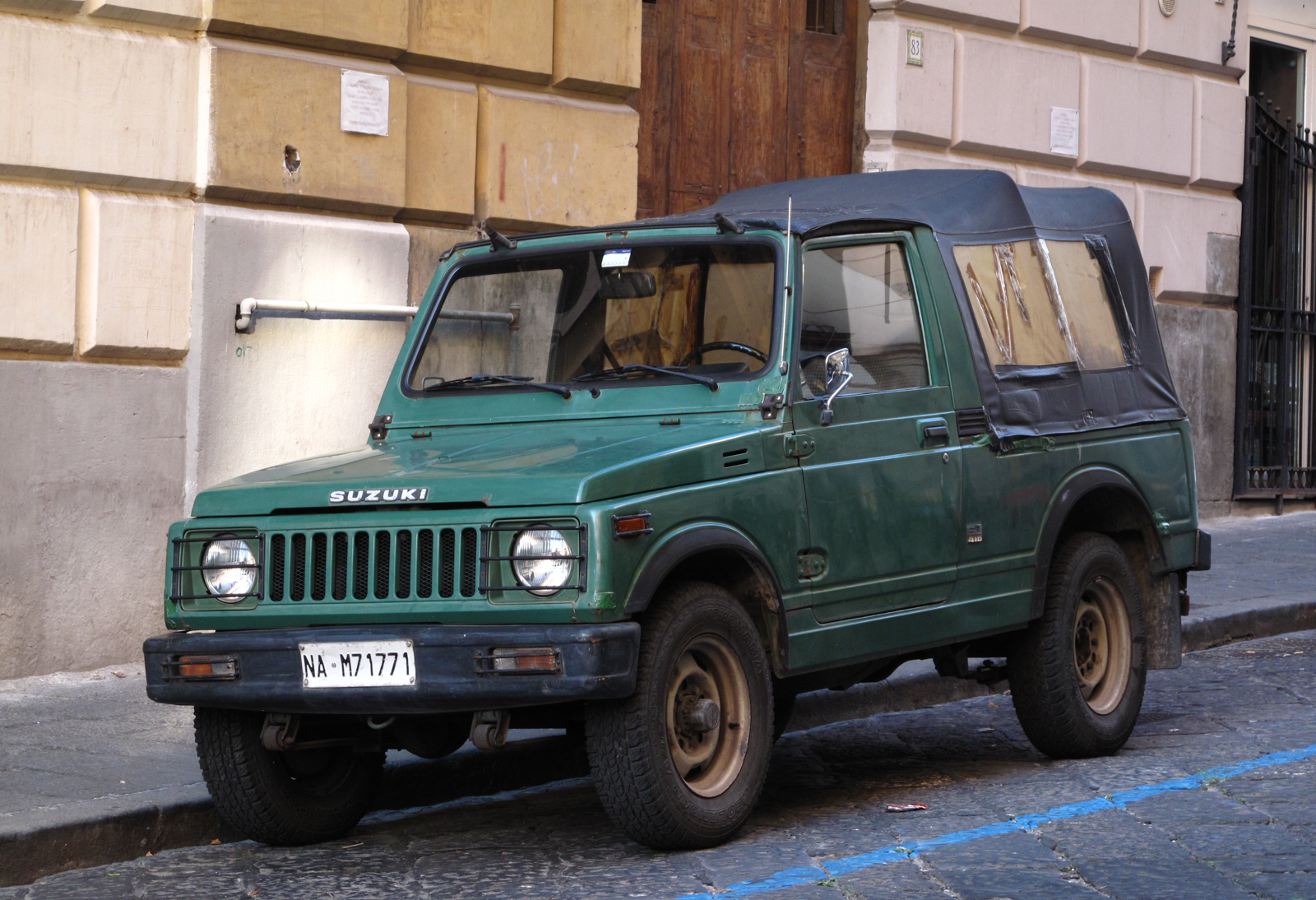
Vorlage: Suzuki SJ 410

Das 1958 von den Brüdern Derek und Don Rickman gegründete Unternehmen Rickman Bros. stellte bis in die 1970er-Jahre insgesamt etwa 12.000 Motorräder her, von denen einige erfolgreich im Motorradsport eingesetzt wurden. Das wirtschaftlich einträglichste Modell war die Rickman Métisse, die alleine 8000 Mal gebaut wurde. Seit den späten 1970er-Jahren produzierte Rickman Kunststoffaufbauten für verschiedene britische Automobil- bzw. Kit-Car-Hersteller, unter ihnen Eagle Cars. Aufbauend auf dieser Erfahrung, wurde Rickman 1987 selbst zum Automobilhersteller. Erstes Auto war der Rickman Ranger, der auch am längsten und am häufigsten produziert wurde. Der Ranger war bis 1999 erhältlich.
Der Rickman Ranger war als einfache Alternative zu dem seinerzeit sehr erfolgreichen Suzuki SJ gedacht. Als Bausatzfahrzeug, dessen technische Komponenten aus der Großserie stammten und wahlweise auch in gebrauchtem Zustand eingebaut werden konnten, ließ sich der Ranger preiswert komplettieren. Seine Kunststoffkarosserie ist außerdem korrosionsresistent.

## Hersteller
Die Ranger-Bausätze wurden in Großbritannien nacheinander von vier unabhängigen Unternehmen hergestellt:
- Von 1987 bis 1990 entstanden sie bei Rickman Bros. Engineering, dem 1958 als Motorradhersteller gegründeten Stammunternehmen.
- Ende 1990 verkauften die Rickman-Brüder ihr Unternehmen an die FVS International Ltd., die die Produktion des Ranger-Kits bis 1991 in geringen Stückzahlen fortsetzte. FVS geriet 1991 in Insolvenz.
- 1991 kauften die Rickman-Brüder die Produktionsrechte und das Material zurück. Hersteller des Ranger wurden daraufhin die neu gegründeten Rickman Developments.
- 1993 schließlich wurden Rickman Developments an die Lomax Motor Company verkauft, die die Bausätze bis 1999 weiter produzierte.

Darüber hinaus fand, ursprünglich initiiert durch FVS, ab 1991 in geringem Umfang auch eine Produktion in Russland statt.

## Modellbeschreibung

### Technik
Der Ranger hat einen von Rickman konstruierten Leiterrahmen aus Stahlrohren, der auf die Aufnahme von Ford-Komponenten ausgelegt ist. Entgegen den Darstellungen in einigen Sekundärquellen ist der Rahmen nicht mit dem des Suzuki SJ identisch.
Fahrwerk und Antriebstechnik kommen von der ersten oder zweiten Baureihe des Ford Escort. Einsetzbar sind Fords Ottomotoren der Baureihen Kent und Pinto mit einem Hubraum von 1,3 bis 1,6 Liter. Einer Quelle zufolge konnten außerdem verschiedene Ford-Dieselmotoren eingebaut werden. Die Kraftübertragung übernahmen passende handgeschaltete Getriebe aus der Ford-Produktion.
Wie der Ford Escort hat der Rickman Ranger Hinterradantrieb. Ein zuschaltbarer Allradantrieb, der beim Suzuki SJ zur Serienausstattung gehörte, war beim Ranger nicht vorgesehen.

### Karosserie

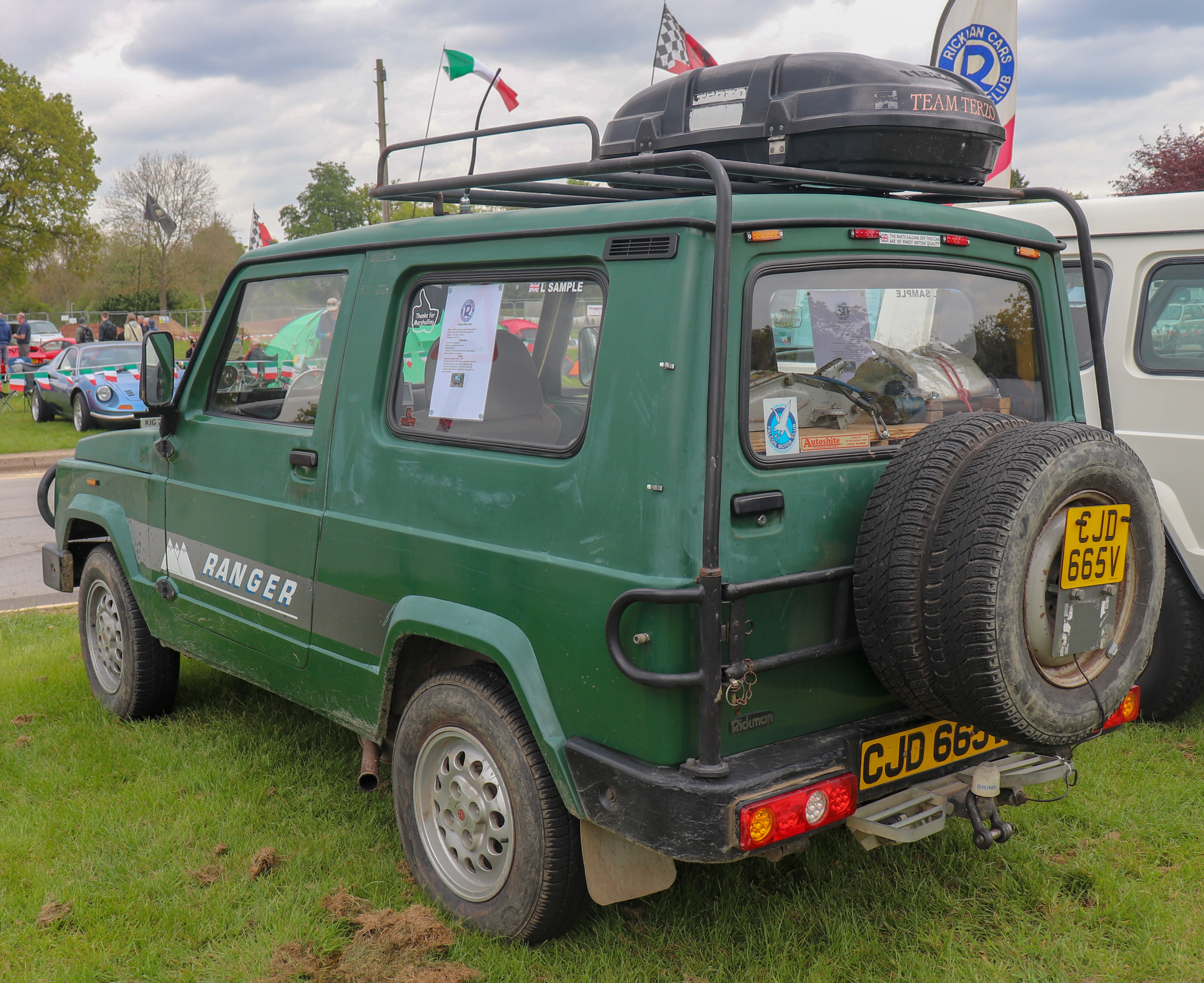
Ranger mit geschlossener Karosserie

Die Karosserie des Ranger besteht aus glasfaserverstärktem Kunststoff.
Stilistisch greift der Aufbau die Gestaltung des Suzuki SJ auf. Das Auto ist ein kompakter Zweitürer mit geradlinig gestalteter Karosserie. Die Frontpartie mit zurückversetzt montierten Rundscheinwerfern und senkrecht verkleideter Kühlluftöffnung ähnelte der des Suzuki. Die waagerecht angeordneten Rückleuchten sind wie beim japanischen Vorbild in die hinteren Stoßfänger eingelassen. Es gab den Ranger in geschlossener Form mit Seitenfenstern und großer, rechtsseitig angeschlagener Hecktür sowie in einer Softtop-Variante mit einem abnehmbaren Verdeck über den Rücksitzen.
Im Innenraum sind Anbauteile verschiedener Ford-Pkw zu verwenden. Der Instrumententräger kann von der ersten oder zweiten Version des Escort übernommen werden, die Innenausstattung vom Fiesta und die Türverkleidung vom Cortina Mk. IV.

## Produktion
Die Produktion der Ranger-Bausätze begann 1987. In Verkaufsanzeigen finden sich teilweise frühere Jahresangaben. In diesen Fällen gibt die Jahreszahl das Baujahr des Spenderfahrzeugs an. 1999 wurde der letzte Bausatz hergestellt. In der Zeit von 1987 bis 1999 entstanden in Großbritannien ungefähr 900 Bausätze.

## Varianten: Space Ranger und Rancher
Auf der Basis des Ranger-Konzepts entwickelte Rickman im Laufe der Jahre die Varianten Space Ranger und Rancher.
Der Space Ranger ist eine verlängerte Version des geschlossenen Ranger. Das Auto baut auf einem längeren Rahmen auf. Die Karosserie entspricht bis zu den Türen der des kurzen Modells; auch der Heckabschluss stimmt mit dem regulären Ranger überein. In die hinteren Seitenteile sind zwei einzelne Fenster eingelassen. Etwa 90 Space-Ranger-Bausätze wurden von 1990 bis 1999 hergestellt.
Der Rancher ist eine als Wohnmobil gestaltete Ranger-Variante mit längerem Radstand. Er griff das Konzept des von Spartan Cars produzierten Wohnmobils Starcraft auf, das seit 1986 in dreistelliger Stückzahl abgesetzt werden konnte. Der Rickman erreichte mit 250 verkauften Kits einen ähnlichen Erfolg wie der Starcraft.

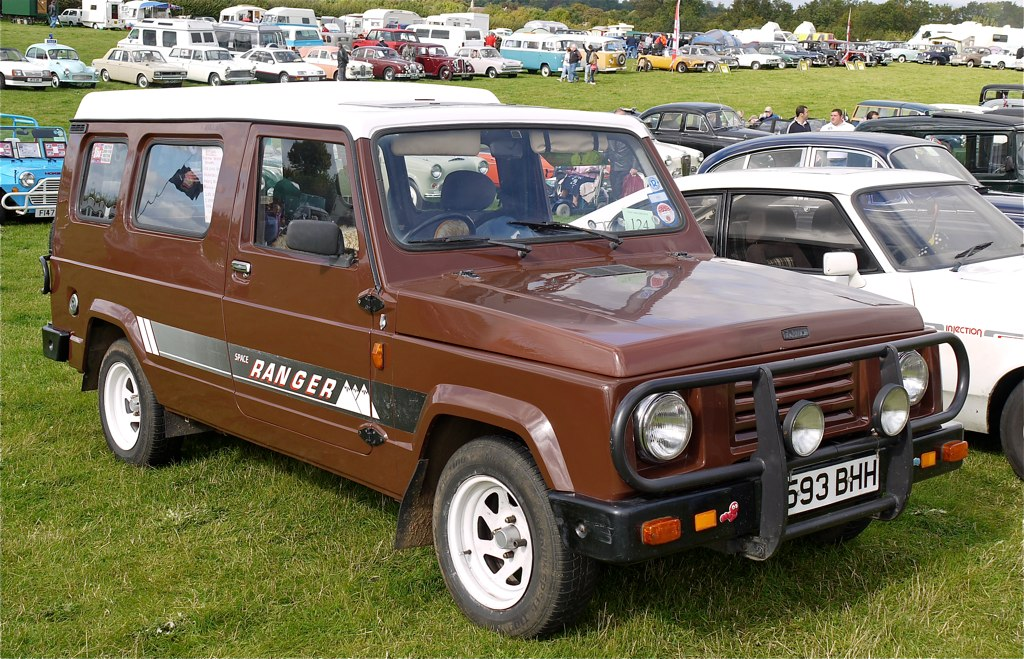
Rickman Space Ranger
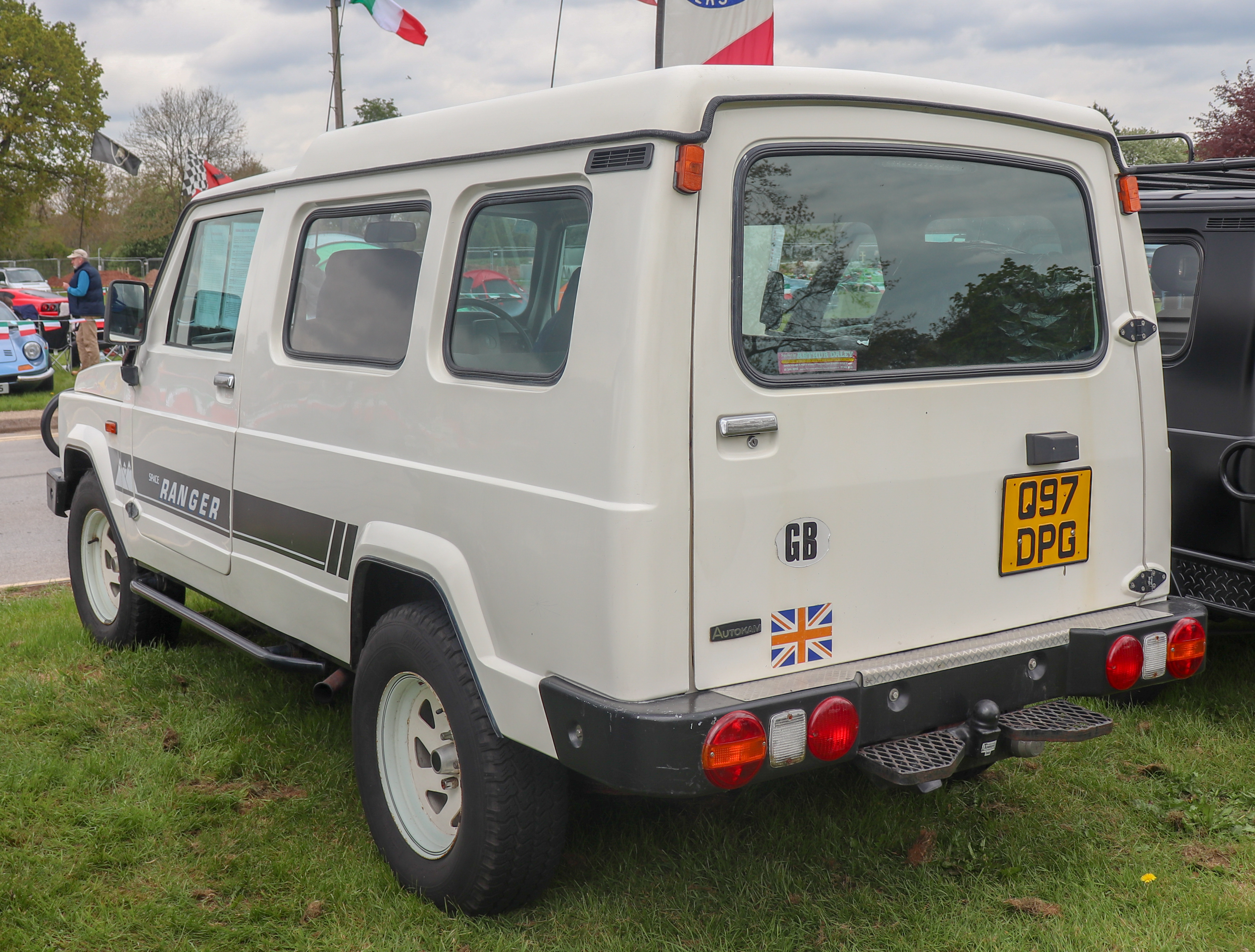
Space Ranger
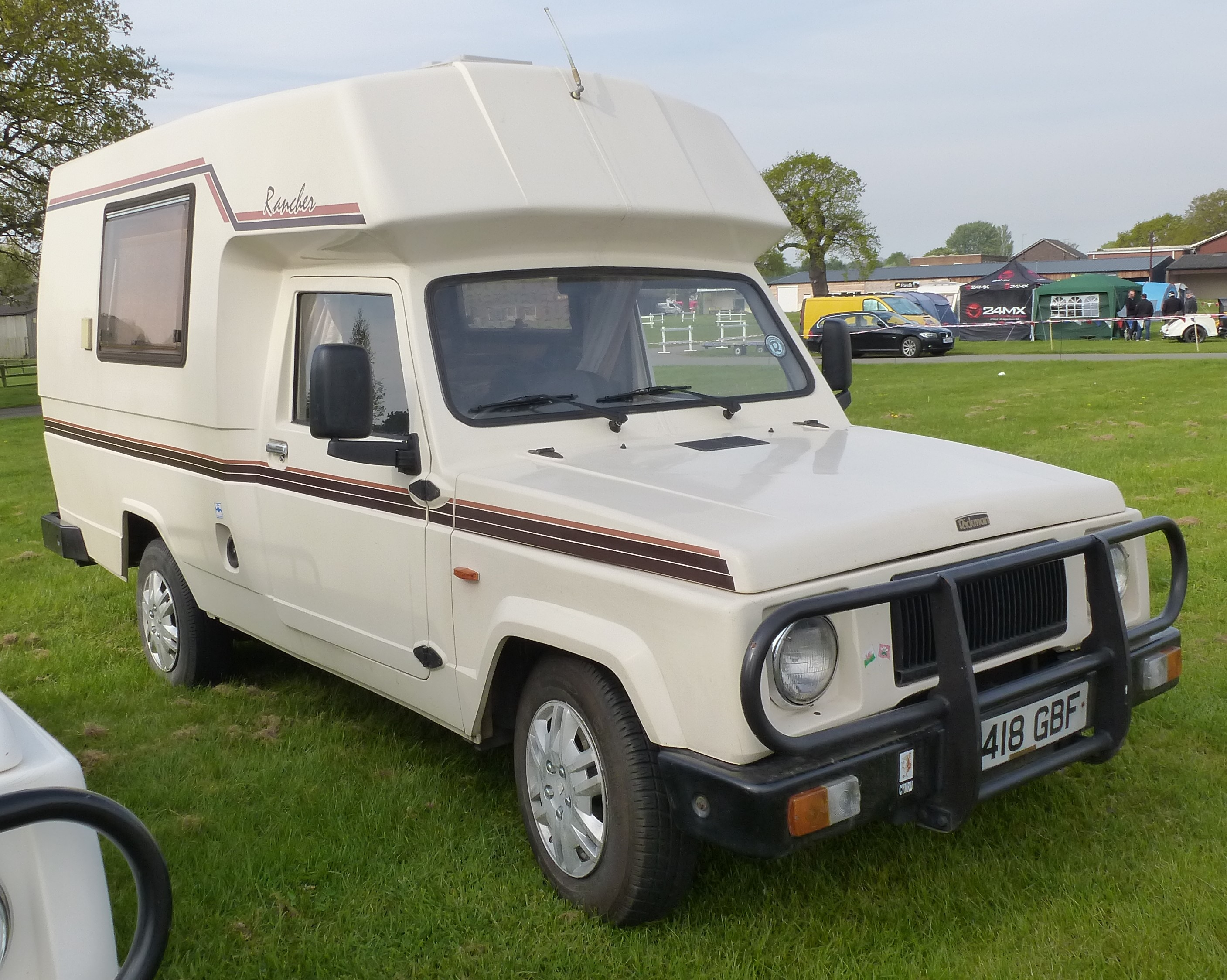
Rickman Rancher

## Produktion bei Awtokam
1991 schloss FVS, der damalige Inhaber der Produktionsrechte am Ranger, einen Lizenzvertrag mit dem russischen Konsortium Awtokam aus Nabereschnyje Tschelny. Awtokam war schon 1990, noch vor dem Zerfall der Sowjetunion gegründet worden und ging auf staatliche sowjetische Pläne aus der zweiten Hälfte der 1980er-Jahre zurück, ein neues Automobilwerk für Kleinwagen zu errichten. Dieses war ursprünglich mit einer Kapazität von bis zu 600.000 Fahrzeugen pro Jahr geplant worden. Auch Awtokam sah vor, eine groß angelegte Automobilproduktion aufzubauen, teilweise wurden in der Presse Stückzahlen von 100.000 Fahrzeugen pro Jahr genannt.
Awtokam nahm in Mendelejewsk in einem Chemiewerk die lokale Produktion des Ranger auf. Das Auto hieß anfänglich Awtokam-Ranger, ab 1992 wurde es entsprechend dem Bezeichnungssystem russischer Kraftfahrzeuge zunächst in Awtokam-3101 umbenannt. Nachdem man schrittweise von Ford- auf lokale Moskwitsch-Motoren und -Komponenten umgestellte, änderte sich die Bezeichnung aufgrund des geringeren Hubraums der russischen Ottomotoren aus dem Moskwitsch-412 zu Awtokam-2160. 1992 wurden 48 Automobile in Mendelejewesk und an einem weiteren Standort in Schuja gebaut, außerdem wahrscheinlich zwei weitere Exemplare an einem dritten Produktionsort in Stachanow. FVS investierte daraufhin 4,5 Millionen US-Dollar, die jedoch von einem der russischen Manager unterschlagen wurden (dafür wurde später von einem russischen Gericht eine Haftstrafe von 5 Jahren verhängt). In den darauf folgenden Jahren wurde die Produktion nach Perm in ein Elektronik- und Konsumgüterwerk verlegt, das auch Rüstungsgüter fertigte. Dort änderte man den Namen in Welta-2163 bzw. Welta-21631 für ein Modell mit höherem Dach. Die Serienproduktion endete dort 1997 nach 53 Exemplaren, allerdings wurde 1999 noch ein einzelnes Auto fertiggestellt.
Aufgrund der chaotischen Zustände nach dem Zusammenbruch der Sowjetunion und der schweren Wirtschaftskrise sind wahrscheinlich nicht alle Details der Fahrzeugproduktion bei Awtokam lückenlos nachvollziehbar. Andere Quellen geben zum Beispiel an, dass etwa 150 Fahrzeuge gebaut wurden.